# 3558 Shishkin
A 3558 Shishkin (ideiglenes jelöléssel 1978 SQ2) a Naprendszer kisbolygóövében található aszteroida. Ljudmila Vasziljevna Zsuravljova fedezte fel 1978. szeptember 26-án.